# ایزلین سانتوس اوجرو
ایزلین سانتوس اوجرو (انگلیسی: Iselín Santos Ovejero؛ زادهٔ ۱۶ اکتبر ۱۹۴۵) بازیکن سابق فوتبال اهل آرژانتین است. اوجرو کار خود را با باشگاه ولز سارسفیلد آغاز کرد و با این باشگاه سال ۱۹۶۸ در دسته اول آرژانتین قهرمان شد.
وی همچنین در تیم ملی فوتبال آرژانتین بازی کرده‌است.